# Spominski znak Trzin
Spominski znak Trzin je spominski znak Slovenske vojske, ki je podeljen veteranom TO RS za zasluge pri spopadu za Trzin med slovensko osamosvojitveno vojno.

## Nosilci
- seznam nosilcev spominskega znaka Trzin